# Join the Dots: B-sides and Rarities, 1978–2001
Join the Dots: B-sides and Rarities, 1978–2001 – kompilacja zespołu The Cure zawierająca nigdy wcześniej nie publikowane utwory lub ich wersje oraz strony b singli. Było to pożegnanie zespołu z wytwórnią Fiction Records.

## Lista utworów
Opracowane według źródła
Dysk 1
1. 10:15 Saturday Night
2. Plastic Passion
3. Pillbox Tales
4. Do the Hansa
5. I'm Cold
6. Another Journey by Train
7. Descent
8. Splintered in Her Head
9. Lament (Flexipop Version)
10. Just One Kiss
11. The Dream
12. The Upstairs Room
13. Lament
14. Speak My Language
15. Mr Pink Eyes
16. Happy the Man
17. Throw Your Foot
18. New Day
19. The Exploding Boy
20. A Few Hours After This...
21. A Man Inside My Mouth
22. Stop Dead

Dysk 2
1. A Japanese Dream
2. Breathe
3. A Chain of Flowers
4. Snow in Summer
5. Sugar Girl
6. Icing Sugar (Weird Remix)
7. Hey You!!! (Kevorkian 12” Remix)
8. How Beautiful You Are (Clearmountain 7” Remix)
9. To the Sky
10. Babble
11. Out of Mind
12. 2 Late
13. Fear of Ghosts
14. Hello I Love You (Psychedelic Version)
15. Hello I Love You
16. Hello I Love You (10sec Version)
17. Harold and Joe
18. Just Like Heaven ('Chuck' Remix)

Dysk 3
1. This Twilight Garden
2. Play
3. Halo
4. Scared as You
5. The Big Hand
6. A Foolish Arrangement
7. Doing the Unstuck (Saunders 12” Remix)
8. Purple Haze (Virgin Radio Version)
9. Purple Haze
10. Burn
11. Young Americans
12. Dredd Song
13. It Used to Be Me
14. Ocean
15. Adonais

Dysk 4
1. Home
2. Waiting
3. A Pink Dream
4. This Is a Lie (Palmer Remix)
5. Wrong Number (Smith Remix)
6. More Than This
7. World in My Eyes
8. Possession
9. Out of This World (Oakenfold Remix)
10. Maybe Someday (Hedges Remix)
11. Coming Up
12. Signal to Noise (Acoustic Version)
13. Signal to Noise
14. Just Say Yes (Curve Remix)
15. A Forest (Plati/Slick Version)